# Polinezyjskie odznaczenia

## Polinezja Francuska–kraj zamorskizależny odFrancji
| Baretka | Nazwa polska                    | Nazwa francuska                   |
| ------- | ------------------------------- | --------------------------------- |
|         | Order Tahiti Nui – Krzyż Wielki | Ordre de Tahiti Nui – Grand Croix |
|         | Order Tahiti Nui – Komandor     | Ordre de Tahiti Nui – Commandeur  |
|         | Order Tahiti Nui – Oficer       | Ordre de Tahiti Nui – Officier    |
|         | Order Tahiti Nui – Kawaler      | Ordre de Tahiti Nui – Chevalier   |